# NGC 1829
NGC 1829 је расејано звездано јато у сазвежђу Златна риба које се налази на NGC листи објеката дубоког неба.
Деклинација објекта је - 68° 3' 20" а ректасцензија 5h 4m 57,4s. Привидна величина (магнитуда) објекта NGC 1829 износи 12,5. NGC 1829 је још познат и под ознакама ESO 56-SC57.